# Андрейчиков, Юрий Сергеевич
Ю́рий Серге́евич Андре́йчиков (16 сентября 1934, Пермь — 12 февраля 1998, Пермь) — советский, российский химик, профессор, зав. кафедрой органической химии Пермского фарминститута (1980—1988), зав. кафедрой химии природных и биологически активных соединений (1987—1991), зав. кафедрой органической химии Пермского университета (1991—1998). Заслуженный деятель науки РФ (1997). Один из создателей противовоспалительного препарата «Мефепирон».

## Научная биография
Родился в г. Перми. В 1958 г. окончил химический факультет Пермского университета.
В 1958—1960 гг. — научный сотрудник ВНИИОСуголь.
В 1965 окончил аспирантуру на кафедре органической химии Пермского университета и защитил кандидатскую диссертацию «Сложные эфиры α-оксо- и α-оксикислот ацетиленового ряда».
В 1965—1987 гг. — ассистент, старший преподаватель, доцент кафедры органической химии, заведующий кафедрой токсикологической, а затем органической химии, заведующий лабораторией синтеза биологически активных соединений и реактивов Пермского фармацевтического института.
В 1986 г. защитил докторскую диссертацию на тему «Синтез и химические превращения 5-арил-2,3-дигидро-2,3-фурандионов».
В 1980—1988 гг. — профессор, заведующий кафедрой органической химии Пермского фарминститута. Этот период для возглавляемой им кафедры обогатился новыми научными открытиями и достижениями: было получено 36 авторских свидетельств на изобретения, подготовлено 25 кандидатов и докторов наук, развернуты хоздоговорные работы.
В 1987—1991 гг. — профессор, заведующий кафедрой химии природных и биологически активных соединений ПГУ (унаследовал заведование от И. С. Бердинского), заведующий лабораторией Института технической химии УрО РАН.
В 1991 г. произошло объединение кафедр органической химии и кафедры химии природных и биологически активных соединений (кафедра химии природных и биологически активных соединений возрождена в 2001 член-корр. РАН А. Г. Толстиковым). Ю. С. Андрейчиков возглавил объединённую кафедру, которая сохранила название кафедры органической химии (предыдущим её руководителем был известный химик И. И. Лапкин), и руководил ею до 1998 года.
С приходом Ю. С. Андрейчикова на кафедре возникло новое научное направление: химия пятичленных диоксогетероциклов. По этой тематике продолжил работу будущий зав. кафедрой органической химии С. Н. Шуров, Д. Д. Некрасов, В. В. Залесов и др.

## Научная деятельность
Область научных интересов — поликарбонильные соединения (α,λ-дикетокислоты и их функциональные производные), пятичленные диоксогетероциклы (2,3-дигидро-2,3-фуран- и пирролдионы, 4,5-дигидро-4,5-пиразолдионы), биологически активные вещества.
Научный редактор и соавтор монографии «Химия пятичленных 2,3-диоксогетероциклов» (1994), автор более 600 научных работ, в том числе 300 авторских свидетельств СССР и патентов Российской Федерации.
41 его ученик стал кандидатом химических или фармацевтических наук, 6 — докторами химических наук.
Ю. С. Андрейчиков — один из создателей противовоспалительного препарата «Мефепирон», инициатор работ по внедрению его в медицинскую практику.

## Патенты Ю. С. Андрейчкикова
См. список патентов Ю. С. Андрейчкиова на Findpatent.ru  и «Базе патентов СССР».

## Избранные научные работы
- Фридман А. Л., Андрейчиков Ю. С., Гейн В. Л., Новиков С. С. Успехи химии алифатических диазосульфонов // Успехи химии, 1975, Том 44. № 12, С. 2284—2307.

См. список работ Ю. С. Андрейчикова на сайте Государственной публичной научно-технической библиотеки СО РАН .